# ビーム (芸能事務所)
株式会社ビーム（英文社名；BEEM INC）は、東京都渋谷区に本社を置く日本の芸能プロダクション。

## 沿革
- 1994年4月 - 石田秀雄が東京都渋谷区神宮前6-18-11 明治ビル7Fに設立。
- 1999年 - 日本音楽事業者協会に加盟。
- 2007年1月 - 事務所を東京都渋谷区渋谷1-8-5 小山ビル5Fに移転
- 2014年-本社を現住所へ移す。

。

## 主な所属タレント
2014年10月1日 (水) 現在
- 東真彌[3]（別称：東まみ[4]）
- 荒井美恵子[5]
- 沢地優佳[6]
- 鍋本帆乃香
- 西山茉希（業務提携）[7]
- 美樹克彦[8]

## 関連会社
- 株式会社茶屋
- 株式会社オフィス亜都夢
- スタジオICHI